# Sulcarius fontinalis
Sulcarius fontinalis är en stekelart som först beskrevs av Ruschka 1926.  Sulcarius fontinalis ingår i släktet Sulcarius och familjen brokparasitsteklar. Inga underarter finns listade i Catalogue of Life.